# Dermot Kennedy
Dermot Joseph Kennedy (Rathcoole, 13 dicembre 1991) è un cantautore irlandese.
Diventato famoso grazie ai singoli Outnumbered e Giants, Kennedy ha pubblicato il suo album di debutto, Without Fear, nel 2019.

## Biografia
Nato e cresciuto nelle vicinanze di Dublino, Kennedy ha sviluppato fin da piccolo un profondo amore per il baseball e per la musica, diventando tifoso e giocatore dello sport fin da bambino e iniziando a studiare chitarra a 10 anni. Kennedy ha iniziato a scrivere musica a partire dai 14 ma, per sua ammissione, ha iniziato a "prendere seriamente la musica" a 17 anni. Da quel momento in avanti i suoi genitori lo hanno sempre sostenuto nel portare avanti gli studi in ambito musicale.

## Carriera
A partire dal 2008, Kennedy ha iniziato ad esibirsi per strada in svariate città tra cui Dublino, Boston e varie città statunitensi. Successivamente l'artista ha iniziato a concorrere in svariati contest locali, risultandone spesso vincitore. In questo periodo fu perfino notato dal noto cantante irlandese Glen Hansard, che lo invitò sul palco di un proprio concerto per cantare con lui. In questi anni, Kennedy inizia a pubblicare i suoi primi singoli ed EP come artista indipendente, riuscendo ad acquisire abbastanza notorietà da farsi notare da Spotify: l'azienda lo inserì all'interno del progetto Spotify Discover Weekly e gli consente di realizzare uno "Spotify Singles" per promuovere la sua musica.
Nel 2019, l'artista ha firmato contratti discografici con due etichette: Interscope Records per il mercato statunitense, Island Records per il resto del mondo. Successivamente Kennedy ha pubblicato una compilation omonima contenente gran parte del materiale rilasciato in precedenza. Nei mesi seguenti l'artista ha pubblicato i singoli Lost e Outnumbered: quest'ultimo ha ottenuto un ottimo successo commerciale, ottenendo il disco di platino in UK. In seguito a questo successo, l'artista ha modo di pubblicare il suo album di debutto Without Fear, che raggiunge la numero 1 nella classifica britannica e gli permette di ottenere una nomination come miglior artista internazionale ai BRIT Awards 2020.
Sempre nel corso del 2020, Kennedy ha estratto un ultimo singolo dall'album, Giants, ottenendo un altro ottimo successo in UK. A ciò hanno fatto seguito una collaborazione con il gruppo di DJ Meduza nel brano Paradise e una riedizione del precedente album intitolata Without Fear: The Complete Edition. Nel 2021 pubblica il singolo Better Days. Nel maggio 2022 pubblica il singolo Something to Someone, a cui fanno seguito Dreamer e Kiss Me. Il suo secondo album in studio Sonder viene pubblicato nel novembre 2022 e riesce ad esordire al vertice della classifica britannica degli album.

## Stile e influenze
La critica accosta spesso Dermot Kennedy al noto cantautore britannico Ed Sheeran sia per il timbro vocale che per lo stile compositivo, sebbene riconoscendo in lui uno stile più dark e introspettivo rispetto a quello del collega. Per quanto riguarda le influenze musicali, Kennedy si dice ispirato da Ray LaMontagne, David Gray, Damien Rice e Glen Hansard.

## Discografia

### Album in studio
- 2019 – Without Fear
- 2022 – Sonder

### Raccolte
- 2019 – Dermot Kennedy

### Singoli
- 2018 – Power over Me
- 2019 – Outnumbered
- 2020 – Giants
- 2021 – Better Days
- 2022 – Something to Someone
- 2022 – Dreamer
- 2022 – Kiss Me

### Collaborazioni
- 2020 – Paradise (Meduza feat. Dermot Kennedy)